# Stanislao Nievo
Stanislao Nievo (auch Stanis Nievo; * 30. Juni 1928 in Mailand; † 13. Juli 2006 in Rom) war ein italienischer Schriftsteller, Dichter, Journalist und Filmemacher.

## Leben
Nievo war das zweite von vier Kindern seines Vaters Antonio, des Besitzers einer Knopffabrik, und der vornehmen Xavierine Nasalli Rocca. Bedeutende Kulturschaffende finden sich unter seinen Vorfahren: väterlicherseits gehören Erasmo di Valvasone, Ciro di Pers, Ermes di Colloredo und Ippolito Nievo dazu, mütterlicherseits Joseph und Xavier de Maistre.
Während der Depressionszeit 1929 geriet auch der Familienbetrieb in die Krise und die Familie ging nach Borgo Montello in die Pontinische Ebene. Sie blieb dort bis 1946, hatte jedoch einige Besitztümer in Rom und die Burg von Colloredo di Monte Albano als Eigentum.
Nach Besuch des klassischen Gymnasiums und einem Abschluss in Naturwissenschaften reiste Nievo eine Zeit lang durch Zentraleuropa und den Norden, während er sich in verschiedenen Tätigkeiten übte, so als Hafenarbeiter, Schiffsjunge, Obstpflücker, Metallarbeiter und Italienischlehrer. Mitte der 1950er Jahre begann er als Berichterstatter für Giornale d'Italia, dem im Laufe der Zeit weitere Aufträge folgten, so für La Repubblica (1976), La Stampa (1978), Il Tempo (von 1987 bis 1990), L'Indipendente (1994) und für Il Giornale.
Daneben schrieb Nievo als Autor etliche Romane, Erzählungen sowie Gedichte; für diese literarischen Arbeiten wurde er mehrfach ausgezeichnet: Die Romane Il prato in fondo al mare sowie Le isole del Paradiso erhielten 1975 den Premio Campiello und 1987 den Premio Strega. Die Ausdrucksstärke seiner Sprache wurde auch bei seinen Gedichtbänden Viaggio verde von 1976, Canto di pietra aus dem Jahr 1989 sowie Barca solare von 2001 hervorgehoben.
Mit Übersetzungen von englischen Autoren fügte er seinem Schaffen weitere Kapitel hinzu; so beschäftigte er sich mit Kipling, Defoe und einem Sammelband, E Dio creò le grandi balene, in der er literarische Auseinandersetzungen mit Walen vorstellte. Zwischen 1979 und 1985 wirkte Nievo zudem als Radioautor für die RAI; seit Mitte der 1960er Jahre war er auch für den Film tätig: Als Regisseur zweier Werke sowie in Zusammenarbeit mit Gualtiero Jacopetti als Organisator an umstrittenen Werken der Mondo-Reihe.
Nievo setzte sich für den WWF und die Organisation Foresta Ideale ein, leitete etliche Jahre die Fondazione Ippolito Nievo und war Ideengeber von "I Parchi Letterari". 2003 erhielt er den „Premio Eugenio Montale“ für Reisejournalismus.

## Werke (Auswahl)

### Romane
- 1974: Il prato in fondo al mare
- 1979: Aurora
- 1984: Palazzo del silenzio
- 1987: Le isole del paradiso
- 1991: La balena azzurra
- 1997: Il sorriso degli dei
- 1998: Mater Matuta
- 1999: Aldilà
- 2004: Gli ultimi Cavalieri dell’Apocalisse

### Erzählungen
- 1976: Il padrone della notte
- 1990: Il Cavallo Nero
- 1993: Tempo del sogno

### Lyrik
- 1976: Viaggio Verde
- 1988: Canto di Pietra
- 2001: Barca Solare

## Filmografie

### Regisseur
- 1967: Mal d'Africa (auch Drehbuch)
- 1970: Germania sette donne a testa (Ko-Regie)

### Drehbuchautor
- 1996: La balena azzurra von Alessandro Cavalletti

### Produktionsleiter
- 1966: Africa addio